# 키플링 애비뉴
키플링 애비뉴(영어: Kipling Avenue)는 캐나다 온타리오주 토론토와 본을 남북으로 잇는 간선 도로이다. 세 구간에 걸쳐 있는 이 도로는 총 길이가 26.4km에 달한다.
도로는 이토비코를 지나며 뉴토론토, 이즐링턴빌리지, 리치뷰, 렉스데일 등지의 주거 단지와 일부 공업 단지를 지난다. 토론토 교통국의 45번 키플링, 44번 키플링 사우스, 944번 키플링 사우스 급행, 945번 키플링 급행 버스가 2호선 블루어-댄포스 종착역인 키플링역에 정차하고 이 버스가 도로 전 구간에 걸쳐 운행한다.

## 역사
키플링 애비뉴는 1795년에 첫 번째 측량 도로 (First Concession) 로 알려졌으며 1890년대에 들어서 도로 남쪽은 미미코 애비뉴 (Mimico Avenue) 라고 불렸다. 이는 미미코 지역에 미미코 애비뉴가 있었음에도 불구하고 같은 이름으로 부르게 되었다. 키플링이라는 이름은 영국 작가인 러디어드 키플링의 이름을 따서 지어진 것으로 추정된다. 키플링은 토론토에 몇 차례 방문한 바가 있으며, 1907년에 우드브릿지 페어 개막식에 참석하려다가 건강 상의 이유로 취소한 적이 있었다. 그는 첫 번째 측량 도로를 타고 개막식에 참석하려 했지만 그러지 못했고 도로 이름은 그의 이름을 따서 키플링 애비뉴로 자리잡았다는 설이 있다.
뉴토론토의 키플링 애비뉴 구간은 1970년대까지만 해도 18번가라고 불리었으나 이 또한 키플링 애비뉴로 통일하였다.
키플링 애비뉴는 레이크쇼어 정신병원 공터를 개발하면서 레이크쇼어 블루버드 남쪽으로 뻗어나갔는데, 2001년에 토론토 시의회는 이 연장 구간을 18번가로 짓는 방안을 거절하고 콜로넬 새뮤엘 스미스 파크 드라이브 (Colonel Samuel Smith Park Drive)로 지었다.
블루어가와 온타리오주의 토론토와 해밀턴을 잇는 초기 고속도로였던 던다스가가 지나는 식스포인트 교차로 (Six Points Interchange)는 이토비코의 중심이 되었던 교차로이다. 1953년, 이토비코가 요크 카운티에서 분리되어 토론토 통합시에 편입되면서 식스포인트 교차로는 여러 개의 다리가 입체교차하는 복잡한 도로로 바뀌었다. 이 복잡한 교차로는 2017년에 평면화 공사가 시작되었으며 2019년에 교차로가 문을 닫고 다리를 허물었다.

## 근처 명소
키플링 애비뉴 근처의 명소는 북쪽에서 남쪽 순서로 아래와 같다.
- 노스험버 공원
- 노스키플링 공원
- 노스키플링 중학교 (North Kipling Junior Middle School)
- 노스알비온 고등학교 (North Albion Collegiate Institute)
- 알비온 센터
- 알비온 아레나
- 토론토 시립 도서관 렉스데일점
- 키플링하이츠 플라자
- 토론토 시립 도서관 엠스점
- 미시소가 사립 학교
- 몬세니어 퍼시 존슨 가톨릭 고등학교 (Monsignor Percy Johnson C.S.S.)
- 이토비코노스역
- 웨스트웨이 플라자
- 딕슨그로브 중학교
- 덴필드 공원
- 이즐링턴 골프 클럽
- 식스포인트 교차로
- 키플링 지하철역
- 키플링 통근열차역
- 키플링-퀸스웨이 몰
- 미미코 교도소
- 레이크쇼어 고등학교 (Lakeshore Collegiate Institute)
- 험버 대학 레이크쇼어 캠퍼스
- 존 레드먼드 신부 가톨릭 고등학교 (Father John Redmond Catholic Secondary School)
- 콜로넬 새뮤엘 스미스 공원 (Colonel Samuel Smith Park)

## 토론토 북쪽으로
키플링 애비뉴는 스틸즈 애비뉴 북쪽으로 가도 토론토시 내부에 있는 두 도로 중 하나로 (다른 하나는 미들랜드 애비뉴), 이 도로는 토론토와 본 경계에서 끊어진다. 이 북쪽으로는 키플링은 중간에 끊어지는 도로로 7번 고속도로에서 랭스태프 로드까지 다시 이어진다. 키플링의 원래 도로는 메이저 매켄지까지 클레런스가 (Clarence Street)로 불리며, 이후 테스턴 남쪽에서 다시 도로가 끊어지고 킹-본 로드까지 도로가 다시 이어진다.